# Nunspeet
Nunspeet é um município dos Países Baixos, situado na província da Guéldria. Tem 129,53 km² de área e sua população em 2020 foi estimada em 27.862 habitantes.